# Nippur
Nippur (in sumerico: scritto con i logogrammi 𒂗𒂍𒆠 en-lil2ki, cioè città di enlil, e pronunciato Nibru, in accadico pronunciato Nibbur) fu una delle più antiche città della Mesopotamia. Era la sede del culto del dio sumerico Enlil (𒀭𒂗𒂍 den-lil2), dio del cielo meteorico, signore dell'universo e signore del pantheon sumero, sottoposto solo alla volontà al dio del cielo astrale  An. Era dunque il centro religioso più importante della mesopotamia sumera, dove venivano incoronati gli imperatori della Terza dinastia di Ur.
La città sorgeva su entrambe le rive del canale di Shatt-en-Nil, uno dei più antichi corsi dell'Eufrate, situato fra il suo attuale corso e il fiume Tigri, circa 160 chilometri a sud-est di Baghdad. Nippur è rappresentata dal grande complesso di cumuli di rovine conosciuti dagli arabi sotto il nome di Nuffar, scritto dai primi esploratori Niffer. Il punto più alto di queste rovine, una collina conica di circa 30 metri, a nord-est del canale, è chiamata dagli arabi Bint el-Amiror ("figlia del principe").

## Storia
Originariamente era un villaggio di capanne di canne di palude, simile a molti di quelli che possono oggi essere visti in questa regione. Nippur, come la maggior parte di questi villaggi, era soggetto ad inondazioni. Per qualche motivo gli abitanti si sono ostinati a costruire in questo luogo ed il villaggio si è gradualmente alzato sopra la palude, in parte come conseguenza dell'accumulo di detriti, in parte grazie agli sforzi degli abitanti.
Mentre il villaggio si sviluppava e i suoi abitanti iniziavano a civilizzarsi, questi hanno iniziato ad utilizzare come materiale di costruzione, almeno per quanto riguarda il tempio, mattoni di fango al posto delle canne di palude. La prima età della civilizzazione, che possiamo indicare come età dell'argilla, è caratterizzata da terraglie fatte a mano e da mattoni piani da un lato e concavi dall'altro. La forma esatta del tempio di questo periodo non può essere individuata, ma sembra essere in qualche modo collegata con la cremazione dei defunti; resti di queste cremazioni sono stati ritrovati negli strati presargonici. Numerose prove indicano che in questo luogo siano succedute diverse popolazioni, con differenti gradi di civilizzazione. Uno strato è contrassegnato da ceramiche ottimamente decorate, simili a quelle trovate in un corrispondente strato a Susa e molto più simili alle prime ceramiche dell'Egeo rispetto a quelle ritrovate a Babilonia.
Per quanto possiamo giudicare dalle iscrizioni, Nippur non godette né in questo periodo né in alcun periodo successivo di una forte egemonia politica, ma si distinse come città sacra, importante per il possesso del famoso tempio dedicato ad Enlil. Questo tempio era chiamato Ekur (letteralmente "casa della montagna"). Le iscrizioni di Lugalzagesi e di Lugal-kigub-nidudu, rispettivamente re di Uruk e di Ur e di altri antichi governatori pre-semitici, ritrovate su vari reperti come vasi di pietra, mostrano la grande venerazione di cui era soggetto l'antico tempio e l'importanza che era attribuita al suo possesso, che conferiva un'impronta di legittimità.
Alla fine del III millennio a.C. la città fu conquistata ed occupata dagli Accadi e i numerosi oggetti votivi di Alu-usharsid (Urumush o Rimush), di Sargon e di Naram-Sin testimoniano la venerazione verso questo santuario. Il quarto monarca di questa dinastia, Naram-Sin, ricostruì sia il tempio che le mura della città.
A questa occupazione accadica seguì un'occupazione da parte dei re sumeri della Terza Dinastia di Ur. Le costruzioni di Ur-Nammu (o Ur-Engur), il più grande costruttore di templi babilonesi, si trovano, infatti, in strati immediatamente sovrapposti a quelli contenenti le costruzioni di Naram-Sin.
Ur-Nammu diede al tempio la sua caratteristica forma finale. Dopo aver parzialmente demolito le costruzioni dei suoi predecessori, eresse un terrazzo di mattoni non cotti, alto circa 12 metri, che ricopriva un'area di circa 32.000 m², vicino al confine nord-occidentale del quale, nell'angolo occidentale, fece costruire una ziggurat. Sulla sommità di questa montagna artificiale era stato eretto, come ad Ur ed Eridu, un piccolo alloggiamento, lo speciale tempio o residenza del dio. L'accesso alla ziggurat dallo spiazzo sottostante avveniva attraverso un piano inclinato situato sul lato sud-orientale. A nord-est della ziggurat vi era la Camera di Bel e ai suoi piedi si levavano varie costruzioni: templi, la camera del tesoro ed edifici simili. L'intera struttura era approssimativamente orientata con gli angoli rivolti verso i punti cardinali.
Ur-Nammu, inoltre, ricostruì le mura della città seguendo, in linea generale, la precedente cinta di mura di Naram-Sin. La ricostruzione delle caratteristiche generali del tempio di questo e dei periodi immediatamente successivi, è stato notevolmente facilitata dalla scoperta di un frammento di tavoletta d'argilla con incisa una mappa di ricostruzione. Questa mappa rappresenta un quartiere della città a est del canale di Shatt-en-Zero, che era racchiuso all'interno di proprie mura, una città nella città, che formavano un quadrato irregolare con i lati lunghi approssimativamente 820 metri, separato dagli altri quartieri della città, da canali sui suoi quattro lati, con vasti moli lungo le pareti.
Il tempio continuò ad essere ampliato e ricostruito dai re delle dinastie di Ur e di Isin, come indicato dai mattoni e dagli oggetti votivi ritrovati. Questo comunque sembra essere stato gravemente danneggiato durante l'invasione degli Elamiti, come indicano i frammenti di vasi rotti e statue di quel periodo, ma allo stesso tempo Nippur ottenne il riconoscimento da parte dei conquistatori elamiti, tanto che Eriaku (il semitico Rim-Sin, il biblico Arioci), il re elamita di Larsa, si nominò “pastore della terra di Nippur”.

La localizzazione di Nippur nel regno babilonese ai tempi di Hammurabi.

Con l'istituzione dell'impero Babilonese, sotto Hammurabi, all'inizio del secondo millennio a.C., il centro di influenza politico e religioso verrà trasferito a Babilonia. Il dio Marduk divenne il signore del pantheon, assorbendo molti attributi di Enlil ed Ekur (il tempio di Enlil a Nippur) venne in gran parte trascurato.
Tuttavia, sotto la successiva dinastia cassita, nella seconda metà del secondo millennio a.C., Ekur fu riportato al vecchio splendore: il tempio fu ampliato e adornato dai re di questa dinastia e centinaia di iscrizioni di questi re sono state scoperte nei relativi archivi.
Dopo la metà del XII secolo a.C. seguì un altro lungo periodo di decadenza, ma con la conquista di Babilonia da parte del re assiro Sargon II, alla fine dell'ottavo secolo a.C., e sotto Assurbanipal (a metà del settimo secolo a.C.), Ekur raggiunse il suo momento di massimo splendore; la ziggurat, in quel periodo, venne restaurata, portandola da 39 a 59 metri di altezza.
Dopo questo periodo Ekur sembra decadere gradualmente, fino a quando, nel periodo seleucide, l'antico tempio venne trasformato in una fortezza. 
Questo fortezza fu occupata e successivamente ricostruita alla fine del periodo dei Parti, nel 250 d.C. circa, ma dopo la successiva dinastia dei Sasanidi cadde in rovina e il santuario fu trasformato in un luogo di sepoltura; solo un piccolo villaggio di capanne di fango, vicino alla ziggurat, continuò ad essere abitato.

## Scavi
Il sito di Nippur fu oggetto di studio, da parte degli americani, per più di un secolo. Era il 1888 quando l'Università della Pennsylvania organizzò la sua prima spedizione. A dirigere le operazioni fu allora il dott. Robert F. Harper. Lo straordinario ritrovamento di più di 30.000 tavolette d'argilla in cuneiforme (più dell'80% di tutte le opere letterarie sumeriche conosciute sono state trovate a Nippur) spinse la spedizione a lavorare fino al 1900. Oltre alle tavolette furono individuate: la ziqqurat e il tempio di Enlil. Fra le tavolette furono trovate le versioni più antiche, fra quelle conosciute, della storia dell'inondazione, di Gilgamesh e dozzine di altre opere. Fu trovato un gruppo importantissimo di testi in lessico e parecchi documenti scritti in due lingue (Sumerico/Accadico) che permisero agli eruditi del tempo di fare enormi passi per la comprensione del sumerico.
D'enorme importanza sono le iscrizioni ove compaiono le varie dinastie, in particolare quella cassita che regnò dal 1600 al 1225 a.C.
Gran parte delle conoscenze su questa dinastia proviene da Nippr; di un'altra categoria sono i testi che riguardano gli archivi della famiglia dei Murashu: banchieri, mercanti, ecc., che hanno controllato il commercio e l'agricoltura sotto i persiani.
Gli scavi furono interrotti fino al 1948 quando l'Università di Chicago in collaborazione con l'Università della Pennsylvania organizzò un'altra spedizione. Fu ritenuto che, anche se Nippur era letteralmente coperta delle dune di sabbia (questo avrebbe comportato una grande spesa in termini di denaro), le informazioni che si potevano ancora ottenere giustificassero gli enormi sforzi. Uno degli obiettivi era di dare un contesto storico alle tavolette recuperate durante la prima spedizione. Nel 1952 l'università della Pennsylvania si ritira dal progetto.
Per le prime tre stagioni (1948-52) gli scavi si sono concentrati nella zona della ziqqurat e nel colle adiacente (colle delle tavolette). I primi studiosi della Pennsylvania chiamarono questa collina “colle delle tavolette” o “quartiere degli scribi”, perché si pensava che gran parte degli scrivani abitasse in questo luogo. Le più importanti tavolette sono state ritrovate nell'omonimo monte, uno studio sulle annotazioni della spedizione precedente indica che un gran numero di esse è stato ritrovato nell'estremità Sud del monticello ad Ovest. Gli scavi hanno dimostrato che le tavolette, compresi i testi scolastici, dovevano trovarsi ovunque, consideriamo che Nippur aveva più di cento templi e numerosi edifici governativi.
Gli scavi sul colle delle tavolette, nelle trincee TA e TB, ci hanno permesso di avere una stratigrafia completa che va dal periodo accadico a quello achemenide (dal 2300 al 500 a.C.).
Durante alcune esplorazioni vicino al colle delle tavolette e lo scavo di alcune trincee, R. C. Haines mise in luce il cosiddetto “tempio del Nord” (non sappiamo a chi fosse dedicato), e il tempio di Inanna, dea dell'amore e della guerra, una delle divinità più importanti del pantheon sumerico. Per 10 anni (dal 1953 al 1962) la spedizione lavorò sul tempio di Inanna mettendo in luce più di 17 strati sovrapposti datati dal periodo Gemdet Nasr (3200 a.C.) al periodo partico. Il tempio fu costruito in mattoni crudi quindi invece di ristrutturarlo si preferiva ricostruirlo sulle proprie rovine. In questa lunga sequenza di templi, in particolare nei primi dieci (3000-2000 a.C.), furono trovate migliaia di manufatti (statue, rilievi, ciotole, sigilli a cilindro, ceramiche, etc.) utilizzati tuttora come elementi di confronto per gli altri luoghi della Mesopotamia.
Nel 1964 l'università di Chicago firma un accordo col governo iracheno per continuare gli scavi a lungo termine. L'epicentro della ricerca è la zona della ziggurat. Questa ricerca richiedeva lo scavo della fortificazione partica, scavata in parte dalla prima spedizione.
Dal 1964 al 1967 si continuò lo scavo della fortificazione, ma quando si tentò di rimuoverla per studiarne gli strati più antichi il lavoro fu bloccato perché giudicato d'enorme valore turistico. Il programma di scavo è interrotto fino al 1972.
Nel 1972 diventò direttore McGuire Gibson. Egli istituì un nuovo programma di scavo che era mirato a mettere in luce non solamente la parte religiosa, ma anche i settori governativi e privati della città per una ricostruzione topografica del sito. Gibson studiò i rapporti tra la città, le funzioni religiose e il relativo ambiente circostante. Egli fece riesaminare le mura della città; cercò di colmare le lacune nelle sequenze stratigrafiche dei vari periodi della Mesopotamia, in particolare per quello cassita e accadico, studiando anche i periodi più recenti come quello islamico (raramente si eseguivano scavi sistematici per studiare questi periodi).
La nuova spedizione si impegnò a mettere in relazione dati epigrafici ed archeologici, ma tentò anche di capire i sistemi ecologici e sociali dell'antica Nippur. Per questo, furono importate tecniche e punti di vista teorici della “new archeology” utilizzate per le zone preistoriche.
Per realizzare questo progetto, lo studio fu concentrato nella zona Ovest di Nippur, che non veniva studiata dal lontano 1899. In quest'area si innalzava un imponente edificio a pilastri, di età seleucida (312-141 a.C.), accanto al quale fu rinvenuta la collezione di tavolette della famiglia del mercante Murašu, databile intorno al V secolo a.C.
I settori occidentali del tell furono sistematicamente scavati, essi si riconducono in tre aree principali, denominate: WA, WB, WC.
La loro prima operazione fu intrapresa nel settore WA (=Ovest, zona A) ovvero nella parte inferiore di un pozzo. Furono trovati i resti di un piccolo tempio databile all'età achemenide, che testimoniano contatti con l'Egitto, per la presenza di una placca alabastrina cui furono incise iscrizioni geroglifiche e un horus che regge ofidi e scorpioni.
Lungo il lato ovest del tempio, furono trovati i resti di un edificio sacro, utilizzato dal periodo d'Isin-Larsa (prima metà del II millennio a.C.) fino a quello neo-babilonese (prima metà del I millennio a.C.).
La natura sacra dell'edificio è dimostrata dal materiale epigrafico trovato: la divinità a cui è dedicata resta ignota.
Nel settore WB furono scoperti i resti di un edificio cassita, forse adibito a magazzino e a centro di registrazione amministrativa dei beni, per il tipo di testi rinvenuti, datati ai regni al XIII secolo a.C.
La planimetria dell'edificio sembra riprodurre (in forma ridotta) il palazzo reale della capitale cassita Dūr Kurigalzū (vicino a Bagdad), con un cortile centrale ove si sviluppano una serie di vani paralleli spesso non comunicanti.
Fu in questa zona che l'università della Pennsylvania scoprì una serie di tavolette che dimostrano che lì si trova il centro amministrativo della città (dal periodo accadico, 2500 a.C., al VII secolo a.C.).
Sotto la struttura cassita, fu trovata una casa babilonese del 1750 a.C. posseduta da una famiglia di panettieri, che utilizzò la parte anteriore dell'abitazione come ufficio e negozio, mentre lo spazio esterno per la cottura del pane e della carne. Sul pavimento dell'abitazione furono trovati: vasi di vario genere, un forno per il pane, vari attrezzi affilati, ma anche testi in cuneiforme.
Studiando bene l'edificio, gli archeologi, si sono resi conto che fu abbandonato all'improvviso e stando alle tavolette, questo è avvenuto nel 1750 a.C. (l'interruzione dei testi è datata appunto al 1750 a.C.).
Questa improvvisa interruzione dei testi(datate nello stesso periodo), fu registrata anche in altre città della babilonia quali: Ur, Larsa e Isin; fu scoperto anche che solo quelle città che si trovano sul ramo occidentale del fiume Eufrate, hanno continuato a produrre testi anche in quel periodo (come Babilonia, Kish, Sippar, Borsippa, Dilbat).
È dunque possibile che una catastrofe naturale, dovuta ad un cambiamento del percorso dell'Eufrate, sia la causa di tale interruzione. Un'ulteriore prova dell'abbandono di Nippur fu data dalla dottoressa Elizabeth Stone con gli scavi nella “collina delle tavolette”.
L'abbandono di Nippur non cessò fino al 1300 a.C., quando sotto la dinastia cassita fu riportata l'acqua all'interno della città.
Durante la tredicesima stagione di scavo (1975) fu studiato l'angolo a Sud della città: WC. Fu notata un'anomalia grazie alle foto aeree della zona.
Queste anomalie coincidevano con l'angolo Sud delle mura della città rappresentate in una mappa topografica impressa su una tavoletta del periodo cassita, trovata dall'università della Pennsylvania.
In questa mappa si fa riferimento alle mura, alle porte urbiche, al corso dell'Eufrate e alla zona della ziggurat. 
Samuel Kramer sostiene che era la mappa dell'intera città e non la sola metà orientale come sostenevano alcuni eruditi.
A dare un'ulteriore prova fu l'epigrafista della spedizione la quale notò, che le misure lungo le mura della mappa, avevano un significato solo se era rappresentata l'intera città.
L'orientamento corretto della mappa fu dimostrato dagli scavi nelle trincee WC-1 e WC-2 nell'angolo Sud della città, ove furono trovate mura dello spessore di 14 m.
Sovrapponendo l'antica mappa con una attuale, ci si rende conto che ci sono delle imperfezioni; infatti, non coincidono perfettamente, ma ci sono delle imperfezioni negli angoli.
Il ritiro delle dune di sabbia, in quegli anni, permise di indagare nella zona ad Est della ziqqurat: EA, EB, EC; ma anche nel colle delle tavolette nella zona TC, TA.
Con gli scavi a TC James A. Armstrong dimostrò che ci fu un totale abbandono di Nippur nell'età babilonese e un altro dopo l'occupazione cassita, ma anche che la seconda rinascita di Nippur avvenne intorno all'VIII secolo a.C., raggiungendo il massimo sviluppo con Assurbanipal (fine VII secolo a.C.). Non si può dire con certezza se la città fu totalmente abbandonata, infatti, c'è la possibilità che il tempio di Enlil e la ziqqurat continuarono le loro funzioni con un minimo di personale.
Per quanto riguarda la zona industriale, tranne per il forno della zona WB, non è stata trovata alcuna traccia; in compenso sono state studiate bene le mura (zona WC, EA, EB, EC).
Nel 1989, per avere un quadro completo dei periodi più recenti (islamico, cristiano, ecc.), furono effettuati degli scavi a Ovest di WA. Nell'inverno del 1990, gli scavi nella zona WA misero in luce un tempio di discrete dimensioni: 100 x 40 metri (in realtà i primi scavi furono fatti nel 1972 e interrotti nel '73 a causa delle dune di sabbia). Del tempio rimangono solo le parti inferiori delle pareti, con una stratigrafia che va dal neo-babilonese (600 a.C.) al periodo cassita (XIII secolo a.C.). Durante gli scavi furono ritrovate diverse statuette di cani. Inoltre furono recuperati dei frammenti di statuette di esseri in atteggiamento di dolore: una con la mano sulla gola, mentre l'altra aveva una mano sulla testa e l'altra sullo stomaco.
Il cane era il simbolo speciale di Gula, dea della medicina; si pensò che questo fosse il suo tempio, anche se menzionato raramente nelle tavolette di Nippur. La conferma fu data dal ritrovamento di un piccolo frammento di disco di lapislazzuli con un'iscrizione dedicata a Gula. Un erudito iracheno, Muhammad Alì Mustafà, scavò negli anni cinquanta un piccolo tell di epoca cassita vicino a Dūr Kurigalzū; anche lì trovò statuette simili e su alcune c'erano delle preghiere dedicate a Gula.
Si era pensato nel 1973 che, date le dimensioni, potesse essere il tempio di Ninurta (divinità molto importante), ma dopo i primi risultati degli scavi del 1990 si ritenne più probabile che fosse stata trovata la sezione di Gula del tempio di Ninurta, poiché Gula è la moglie di Ninurta. Effettivamente la situazione di WA può essere inversa di quella trovata a Isin, dove Gula è la divinità principale della città e divide il suo tempio con Ninurta. Ci sono, però, alcuni eruditi, tra cui A. Westenholl, che pensano che il tempio di Ninurta si trovi nel colle ad ovest degli attuali scavi. Nel 1991 gli scavi furono interrotti dalla Guerra del golfo. Sappiamo, però, che nelle sue prime fasi il tempio non era dedicato a Gula, che compare solo intorno al 2000 a.C., ma ad altre divinità della medicina come Bau.

## Archeologia
A Telloh, così come a Nippur, gli archivi del tempio non sono stati ritrovati nel tempio propriamente detto, ma in un monticello periferico. A sud-est del quartiere del tempio vi era, infatti, un monticello triangolare, con un'altezza media di circa sette metri e un'area di 52.000 m². In questo luogo sono stati ritrovati numerosissimi frammenti di tavolette d'argilla, datati a metà del terzo millennio a.C. Si tratta in gran parte di tavolette matematiche, registri, archivi e documenti di carattere letterario. 
Inoltre, quasi proprio di fronte al tempio, è stato dissotterrato un grande palazzo, probabilmente del periodo cassita.
I vari documenti ritrovati, soprattutto del periodo persiano, hanno permesso di gettar luce sulle condizioni della città e la gestione del Paese nel periodo persiano (quinto secolo a.C.) L'intera città di Nippur sembra essere a quel tempo soltanto un appannaggio del tempio. Il tempio, infatti, era un grande latifondista e possedeva sia i poderi che le terre da pascolo. Dai vari documenti ritrovati si è potuto inoltre ricostruire le liste degli stipendi dei funzionari del tempio.
Negli strati superiori di questi monticelli è stata inoltre ritrovata una grande città ebrea, datata circa all'inizio del periodo arabo. Tuttavia, i nomi ebrei che compaiono nei documenti persiani scoperti a Nippur, indicano che l'insediamento degli ebrei in questa città deve essere datato a un periodo anteriore e la scoperta su alcune tavolette del nome del canale Kabari suggerisce che l'insediamento ebreo dell'esilio, sul canale Chebar, a cui partecipò Ezechiele, possa trovarsi da qualche parte vicino a questi luoghi, se non essere addirittura la stessa città di Nippur. Hilprecht effettivamente credeva che il Kabari corrispondesse allo Shatt-en-Zero. Della storia e delle condizioni di Nippur nel periodo arabo sappiamo ben poco dagli scavi, ma da fonti esterne sembra che la città sia stata la sede di una diocesi cristiana nel tardo dodicesimo secolo d.C.
Gli scavi a Nippur sono stati tra i primi a rivelarci la grande antichità della civiltà babilonese e, come già detto, ci restituiscono una perfetta visione dei successivi sviluppi di questa civiltà, grazie ad una occupazione continua che va dal 5000 a.C. fino al Medioevo. Ma nonostante Nippur sia stata quasi completamente esplorata più di ogni altra città babilonese, eccetto Babilonia e Lagash, soltanto una piccola parte delle sue antiche rovine sono state esaminate nel 1909. Gli scavi a Nippur sono infatti particolarmente difficili e costosi a causa dell'inaccessibilità del sito e della pericolosità delle terre circostanti ed ancora di più a causa della massa immensa di residui sotto cui sono sepolte le rovine babilonesi più antiche.
Drehem era un sobborgo di Nippur. Alcuni dei suoi archivi cuneiformi si trovano al museo reale di Ontario, Toronto. Negli archivi di Drehem ci sono testi economici neo-sumerici ed abbastanza tavolette cuneiformi da consentire una descrizione della sua amministrazione.